# Begonia chloroneura
Espèce
Begonia chloroneura est une espèce de plantes de la famille des Begoniaceae.
L'espèce fait partie de la section Diploclinium.
Elle a été décrite en 1999 par Peter Wilkie et Martin Jonathan Southgate Sands.

## Répartition géographique
Cette espèce est originaire du pays suivant : Philippines.